# Paweł Jokiel
Paweł Marian Jokiel (ur. 16 kwietnia 1955 w Łodzi) – polski geograf hydrolog, profesor, wykładowca Uniwersytetu Łódzkiego, członek Komitetu Gospodarki Wodnej PAN i Komisji Ekspertów w Ministerstwie Środowiska, autor licznych publikacji naukowych, promotor i recenzent prac licencjackich, magisterskich oraz doktorskich, popularyzator wiedzy w zakresie hydrologii.
W 1974 ukończył XXV Liceum Ogólnokształcące w Łodzi. Następnie podjął studia geograficzne na Uniwersytecie Łódzkim. W czerwcu 1978 obronił pracę dyplomową, uzyskując tytuł magistra geografii w zakresie hydrologii. Następnie został powołany na stanowisko asystenta w Zakładzie Meteorologii, Klimatologii i Hydrografii UŁ. W 1980 awansował do roli starszego asystenta. W 1986, po przedstawieniu rozprawy pt. Sczerpywanie się wód podziemnych hydrologicznie czynnych w zlewniach o różnych warunkach fizjograficznych na Wydziale Biologii i Nauk o Ziemi UŁ, uzyskał stopień doktora nauk geograficznych. Niedługo potem otrzymał stanowisko adiunkta w nowo powstałym Zakładzie Hydrologii i Gospodarki Wodnej UŁ. Dziesięć lat później, na podstawie rozprawy pt. Zasoby, odpływ i odnawialność wód podziemnych strefy aktywnej wymiany w Polsce, uchwałą Rady Wydziału Nauk Geograficznych i Geologicznych Uniwersytetu im. Adama Mickiewicza w Poznaniu uzyskał stopień naukowy doktora habilitowanego w zakresie geografii o specjalności hydrologia. Tytuł profesora nauk o Ziemi uzyskał 31 października 2007. Odznaczony Złotym Krzyżem Zasługi i Medalem Komisji Edukacji Narodowej.

## Publikacje
- Paweł Jokiel: Proces wysychania zlewni i jego fizjograficzne uwarunkowania. Wrocław, Łódź: Zakład Narodowy im. Ossolińskich, 1987. ISBN 83-04-02567-1. Brak numerów stron w książce
- Paweł Jokiel: Woda na zapleczu wielkiego miasta : możliwości wykorzystania i problemy ochrony zasobów i obiektów wodnych w małej zlewni strefy podmiejskiej Łodzi. Warszawa: Instytut Meteorologii i Gospodarki Wodnej, 2002. ISBN 83-85176-96-9. Brak numerów stron w książce
- Paweł Jokiel: Zasoby, odnawialność i odpływ wód podziemnych strefy aktywnej wymiany w Polsce. Łódź: Łódzkie Towarzystwo Naukowe, 1994. ISBN 83-85879-28-5. Brak numerów stron w książce
- Paweł Jokiel: Zasoby wodne środkowej Polski na progu XXI wieku. Łódź: Wydaw. Uniwersytetu Łódzkiego, 2004. ISBN 83-7171-825-X. Brak numerów stron w książce
- Paweł Jokiel, Kazimierz Kłysik, Krzysztof Kożuchowski: Vistuliańskie etapy ewolucji rzeźby środkowej Polski. Łódź: Łódzkie Towarzystwo Naukowe, 2007. Brak numerów stron w książce
- Paweł Jokiel, Piotr Moniewski, Maciej Ziułkiewicz: Źródła Polski : wybrane problemy krenologiczne. Łódź, Częstochowa: Regina Poloniae, 2007. ISBN 978-83-87830-62-5. Brak numerów stron w książce